# Agripa Póstumo
Marco Vipsânio Agripa Póstumo (em latim Marcus Vipsanius Agrippa Postumus; 26 de junho de 12 a.C. — 20 de agosto de 14), também conhecido como Agripa Póstumo, era um filho menor de Marco Vipsânio Agripa e de Júlia, a Velha. Os seus avôs maternos eram o imperador romano Augusto e a sua segunda esposa Escribônia. Em 12 a.C., Marco Vipsânio Agripa, o seu pai, faleceu. O imperador, Augusto, adotou os seus dois irmãos maiores, Caio e Lúcio, como os seus filhos e herdeiros. Augusto aparentemente não adotou Póstumo como amostra do respeito pelo seu velho amigo Marco (de modo que ele tivesse um filho para continuar a sua linhagem). 
Embora haja poucas fontes sobre ele entre os seus contemporâneos, todos os historiadores romanos convêm em considerá-lo como grosseiro e brutal; apenas Tácito o trata ligeiramente bem: "[Ele era] jovem, fisicamente vigoroso, de fato, brutal, Agripa Póstumo. Contudo, embora estivesse desprovido de bons valores, não esteve implicado em escândalos".

## Desterro
Nunca houve consenso claro do que sucedeu, mas por volta de 6 d.C. ou 7, Augusto mandou-o para a pequena ilha de Planasia. Tácito sugere que Lívia Drusila lhe tinha aversão e que o evitava, pois ele estava antes do seu filho Tibério na sucessão de Augusto. Alguns historiadores modernos sugestionaram que poderia estar envolvido numa conspiração. Pelas mesmas datas, a mãe de Póstumo, Júlia, a Velha, casada com o futuro imperador Tibério, foi exilada por ordem do seu pai acusada de adultério. Assim mesmo, posteriormente foi abortado um plano para resgatar Póstumo e Júlia.
Em todo caso, o desterro de Póstumo assegurou a prioridade a Tibério como herdeiro de Augusto. Tácito e de Dião Cássio relatam como Augusto idealizou uma visita segreda à ilha em 13 d.C., para se desculpar com o seu neto e para avisar sobre os seus planos de que regressasse a Roma. Um amigo no qual confiava, Fábio Máximo, acompanhou e jurou a Augusto guardar o segredo sobre o acontecido; mas Máximo contou-o à sua esposa Márcia, que pela sua vez o mencionou a Lívia. Máximo pronto foi assassinado, e Márcia acusou posteriormente Lívia de ser responsável pela morte. A veracidade desta história é duvidosa.

## Morte
Independentemente da suposta visita de Augusto, o imperador faleceu ao ano seguinte sem libertar Póstumo de Planasia, e pouco depois da sua morte, Póstumo foi executado pelos seus guardiães. As versões contraditórias sobre quem ordenou a execução, existiram quase desde o começo, quando Tibério imediatamente e em público negou de imediato as acusações de ordenar a sua morte. Enquanto alguns sugerem que Augusto mesmo pôde ordenar via instruções secretas que não deixassem sobreviver Póstumo, é mais provável que Tibério ou Lívia Drusila (com ou, possivelmente, sem o conhecimento de Tibério) dessem a ordem, aproveitando a situação política confusa à morte de Augusto.